# 田原市立高松小学校
田原市立高松小学校（たはらしりつ たかまつしょうがっこう）は、愛知県田原市高松町にある公立小学校。

## 概要
- 旧・渥美郡赤羽根町の小学校である。高松町が校区であり、公立中学校に進学する場合は田原市立赤羽根中学校へ進学する [1]。

## 沿革
- 1873年（明治6年） - 渥美郡高松村と大草村で、高松村に第10中学区第24番小学高松学校が開校。正法院[注釈 1]を仮校舎とする。
- 1875年（明治8年） - 大草村が高松学校から離脱。単独で第10中学区第65番小学大草学校を開校する。
- 1876年（明治9年） - 高松村中村演劇場を仮校舎とする。
- 1882年（明治15年） - 教室不足のため、教室を増築し分教場とする。
- 1883年（明治16年）1月 - 第41学区公立小学高松学校に改称する。
- 1884年（明治17年） - 民家を改築し、校舎とする。分教場を廃止。
- 1887年（明治20年）4月 - 渥美郡尋常小学赤羽根学校に統合され、赤羽根学校高松分教場となる。
- 1889年（明治22年）10月1日 -  町村制施行により、高松村が発足。
- 1891年（明治24年）4月 - 尋常小学赤羽根学校から独立し、尋常小学高松学校となる。
- 1892年（明治25年）4月 - 高松尋常小学校に改称する。
- 1894年（明治27年）9月 - 高松村字中村に校舎を新築し、移転する。
- 1901年（明治34年） - 高等科を設置し、高松尋常高等小学校に改称する。
- 1907年（明治39年）7月16日 - 赤羽根村、高松村、若戸村が合併し、赤羽根村が発足。
- 1907年（明治40年）3月1日 - 赤羽根村高松尋常高等小学校に改称する。
- 1918年（大正7年） - 農業補習学校を併設する。
- 1919年（大正8年）11月5日 - 赤羽根村大字高松字蔵屋敷（現在地）に校舎を新築し、移転する。
- 1920年（大正9年）6月9日 - 字中村の旧校舎を移築する。
- 1941年（昭和16年）4月1日 - 高松国民学校に改称する。
- 1945年（昭和20年）7月25日 - 空襲により校舎の一部を損壊する。
- 1947年（昭和22年）4月1日 - 赤羽根村立高松小学校に改称する。
- 1948年（昭和23年）10月 - 空襲で損壊した校舎の修理が完了する。
- 1958年（昭和33年）11月1日 - 赤羽根村町制施行し、赤羽根町が発足。同時に赤羽根町立高松小学校に改称する。
- 1961年（昭和36年）3月17日 - 新校舎（鉄筋コンクリート造2階建）が完成する。
- 1969年（昭和44年） - 校舎を増築する。
- 1970年（昭和45年） - プールが完成する。
- 1980年（昭和55年） - 特別教室が完成する。
- 2003年（平成15年）8月20日 - 田原町が赤羽根町を編入し市制施行。田原市が発足。同時に田原市立高松小学校に改称する。

## 交通アクセス
- 豊鉄バス伊良湖支線「高松」バス停より徒歩約12分。

豊橋鉄道渥美線三河田原駅より豊鉄バス伊良湖支線「保美」（赤羽根経由）行。

## 周辺施設
- 高松保育園
- 赤羽根文化広場
- 田原市立大草小学校